# Sydney Chapman (matematiker)
Sydney Chapman FRS (29. januar 1888 - 16. juni 1970) var en britisk matematiker og geofysiker. Hans arbejde med kinetisk gasteori, sol-jordfysik og Jordens ozonlag har inspireret en bred mængde forskning i de efterfølgende årtier.

## Hæder
- Fellow of the Royal Society (1919)[1]
- Smith's Prize (1913)
- Adams Prize (1928)
- Royal Medal (1934)
- Chree Medal and Prize (1941)
- De Morgan Medal (1944)
- William Bowie Medal (1962)
- Copley Medal (1964)
- Symons Gold Medal (1965)